# Ndouembot
Ndouembot est un village de la Région du Littoral du Cameroun, situé dans la commune de Baré-Bakem.

## Population et développement
En 1967, la population de Ndouembot était de 57 habitants, essentiellement des Bakem. La population de Ndouembot était de 58 habitants dont 32 hommes et 26 femmes, lors du recensement de 2005.